# Нараян-рао
Нараян-рао (10 августа 1755 — 30 августа 1773) — пешва (глава правительства) государства маратхов из семьи Бхат.
Нараян-рао был сыном пешвы Баладжи Баджи-рао. Его отец скончался в 1761 году, после получения известий о разгроме маратхов в битве при Панипате (где погиб и самый старший брат Вишвас-рао), и новым пешвой стал старший брат Мадхав-рао I. В 1770 году Нараян-рао был введён в состав правительства.
Мадхав-рао был вынужден поместить под домашний арест дядю Рагхунатх-рао. Когда в 1772 году Мадхав-рао скончался от туберкулёза, то Нараян-рао стал новым пешвой, однако из-за его малолетства регентом при нём стал дядя Рагхунатх-рао.
В августе 1773 года, во время праздника бога Ганеши, Сумер Сингх Гарди вместе с несколькими солдатами проник в покои Нараян-рао, и увёл его с собой под предлогом того, что ему надо помириться с дядей. После этого Нараян-рао был убит, а его тело — тайно кремировано. Рагхунатх-рао стал новым пешвой.